# Geai à face noire
Cyanocorax colliei
Espèce
Statut de conservation UICN

 LC  : Préoccupation mineure
Synonymes
- Calocitta elegans Finsch, 1871
- Corvus bellockii

Le Geai à face noire (Cyanocorax colliei) est une espèce de passereau de la famille des Corvidae.
Il vit le long du versant Pacifique du nord-ouest du Mexique.

## Dans la culture populaire
Un Geai à face noire apparait dans The Big Bang Theory Saison 5 épisode 9, 2011 The Ornithophobia Diffusion, malgré le fait qu'il soit incorrectement qualifié de "Geai bleu".